# Aigrette (1756)
Pour les articles homonymes, voir Aigrette.
L’Aigrette est une frégate de 30-34 canons de type Blonde, en service dans la Marine royale française entre 1756 et 1788.
Sa construction débute sur les chantiers navals du Havre en septembre 1755. Elle est mise à flot en mars 1756 et entre au service en juillet de la même année, au début de la guerre de Sept Ans. 

## Carrière dans la marine française

### Guerre de Sept Ans
Le 14 novembre 1759 elle est à la bataille des Cardinaux sous les ordres du capitaine de Longueville, à la fin du combat, elle est contrainte d'aller se réfugier dans la Vilaine. 
Le 10 janvier 1761, elle combat contre le HMS Seahorse. Ce combat naval eut des conséquences historiques bien au-delà d'un simple accrochage entre deux petits navires. Il obligea le Seahorse à rentrer en Angleterre, contrariant ainsi le déroulement de l'expédition Mason-Dixon, qui devait se rendre à Sumatra pour observer le transit de Vénus. Ce départ avorté empêcha Mason et Dixon d'arriver à temps à Sumatra. Ils durent se contenter de se rendre au Cap, en Afrique du Sud, pour procéder à l'observation astronomique.
Le 27 septembre 1765, elle sort du bassin après refonte à Rochefort. En septembre 1773, elle ramène en France le chevalier de Kerlérec gouverneur de la Guyane à la fin de la guerre de Sept Ans. En 1775, elle est envoyée au Levant sous les ordres du capitaine Balleroy.

### Guerre d'indépendance des États-Unis
Le 18 mars 1779, alors qu'elle est sous les ordres du lieutenant de vaisseau de La Bretonnière, elle est prise en chasse par la frégate anglaise l'HMS Arethusa au large d'Ouessant. Cette dernière était considérée par d'Orvilliers comme la meilleure frégate d'Angleterre, et s'était rendue célèbre par son combat contre la Belle Poule. L’Aigrette riposte  avec vigueur, et après une violente canonnade de deux heures, contraint le HMS Arethusa à cesser le combat et à s'éloigner. Désemparée, celle-ci s'écrase peu après sur les récifs de Molène. 
En 1781-1782, elle participe à la campagne française aux Amériques et dans les Antilles au sein de l'escadre du comte de Grasse. Le 30 juillet 1781, elle capture le sloop HMS Loyalist au large du cap Henry. En juillet-août de la même année, elle est envoyée à La Havane pour y chercher des fonds fournis par le gouvernement espagnol, avant de rallier de Grasse dans le canal des Bahamas avec 500 000 piastres. En septembre 1781, elle transporte au sein de la division de La Villebrune, des troupes depuis Annapolis Royal jusqu'à la James River pour le siège de Yorktown. Le 11 septembre, commandée par le capitaine de Traversay, elle capture la frégate britannique HMS Richmond.
Sortie du service en 1788, elle est condamnée et démantelée à Brest en octobre 1789.

### Sources et bibliographie
- Claude-Youenn Roussel et Claude Forrer, Alertes au Proche-Orient : la frégate l'Aigrette (1775-1776), Keltia Graphic, 2009, 223 p., 16 x 24 cm (ISBN 9782353130436)
- Michel Vergé-Franceschi (dir.), Dictionnaire d'Histoire maritime, éditions Robert Laffont, coll. « Bouquins », 2002
- Jean Meyer et Martine Acerra, Histoire de la marine française : des origines à nos jours, Rennes, Ouest-France, 1994, 427 p. [détail de l’édition] (ISBN 2-7373-1129-2, BNF 35734655)
- Jean-Michel Roche (dir.), Dictionnaire des bâtiments de la flotte de guerre française de Colbert à nos jours, t. 1, de 1671 à 1870, éditions LTP, 2005, 530 p. (lire en ligne)
- Georges Lacour-Gayet, La Marine militaire de la France sous le règne de Louis XV, Honoré Champion éditeur, 1902, édition revue et augmentée en 1910 (lire en ligne)
- Georges Lacour-Gayet, La Marine militaire de France sous le règne de Louis XVI, Paris, Honoré Champion, 1905, 719 p. (BNF 30709972, lire en ligne)
- Cdt Alain Demerliac, La marine de Louis XV : nomenclature des navires : Francais de 1715 à 1774, Nice, Omega, 1994, 286 p. (ISBN 978-2-906-38119-3)
- Pierre Appel, Le Capitaine de Vaisseau de La Bretonniere, Inventeur du port de Cherbourg 1930
- Bibliographie universelle, ancienne et moderne, 1821, Volume 30
- Onésime Troude, Batailles navales de la France, t. 1, Paris, Challamel aîné, 1867-1868, 453 p. (lire en ligne)